# Cecarria obtusifolia
Cecarria obtusifolia är en tvåhjärtbladig växtart som först beskrevs av Merr, och fick sitt nu gällande namn av Bryan Alwyn Barlow. Cecarria obtusifolia ingår i släktet Cecarria och familjen Loranthaceae. Inga underarter finns listade i Catalogue of Life.